# Liste des musées de l'Ardèche

Le département de l'Ardèche en rouge sur la carte

La liste des musées de l'Ardèche présente les musées du département français de l'Ardèche.

## Liste
| Nom du musée                               | Commune   | Adresse                                                           | Coordonnées                      | Thèmes                         | Labels                | Dateouverture | Datefermeture | Fréq. | Illustration Musée d'Ardèche |
| ------------------------------------------ | --------- | ----------------------------------------------------------------- | -------------------------------- | ------------------------------ | --------------------- | ------------- | ------------- | ----- | ---------------------------- |
| Muséum de l'Ardèche                        | Balazuc   | La croisette07120 Balazuc                                         | 44° 30′ 22″ nord, 4° 22′ 31″ est | Fossile Paléontologie Géologie |                       | 2016          |               | 10000 | Muséum de l'Ardèche          |
| Musée des Papeteries Canson et Montgolfier | Davézieux | Vidalon07430 Davézieux                                            | 45° 15′ 16″ nord, 4° 40′ 48″ est | Frères Montgolfier             | Maisons des Illustres |               |               |       | Image manquante              |
| Musée de la Châtaigneraie                  | Joyeuse   | Parvis de l'église07260 Joyeuse                                   | 44° 28′ 49″ nord, 4° 14′ 19″ est | Agriculture, Châtaigne         |                       | 1981          |               |       | Image manquante              |
| Auberge de Peyrebeille                     | Lanarce   | Peyre Beille, RN 10207 Lanarce                                    | 44° 45′ 19″ nord, 3° 58′ 20″ est | Criminologie                   |                       |               |               |       | Auberge de Peyrebeille       |
| Musée des mariniers                        | Serrières | Ancienne Eglise Saint Sornin, Quai Jules Roche Sud07340 Serrières | 45° 18′ 50″ nord, 4° 46′ 11″ est | Batellerie sur fleuve          | Musée de France       |               |               |       | Musée des mariniers          |

Musées de France
- Musée de la soie « Les Ateliers du Moulinet », Largentière
- Museal (musée archéologique), Alba-la-Romaine
- Musée vivarois César Filhol, Annonay
- Musée régional de Préhistoire, Orgnac l'Aven
- Musée de la terre ardéchoise, Privas
- Musée archéologique, Soyons
- Musée du Rhône, Château de Tournon, Tournon-sur-Rhône
- Musée régional, Les Vans

Autres
- Cité de la Préhistoire
- Musée du car de Vanosc
- Musée Malbos (cabinet géologique de Jules de Malbos)[2], collections aujourd'hui dispersées[3], Privas